# Sesto al Reghena
Sesto al Reghena är en ort och kommun i regionen Friuli-Venezia Giulia i Italien och tillhörde tidigare även provinsen Pordenone som upphörde 2017. Kommunen hade 6 403 invånare (2018).